# Sàpiens
 (avril 2024).
Si vous disposez d'ouvrages ou d'articles de référence ou si vous connaissez des sites web de qualité traitant du thème abordé ici, merci de compléter l'article en donnant les références utiles à sa vérifiabilité et en les liant à la section « Notes et références ».
Pour les articles homonymes, voir Homo sapiens (homonymie).
Sàpiens est une revue en catalan de vulgarisation historique et de périodicité mensuelle. Elle appartient au groupe de presse Grup Cultura 03. Elle est distribuée en kiosques en Catalogne et aux Îles Baléares, ainsi qu'en librairies dans la Communauté valencienne, et sur Internet en format électronique, au prix de 4,95 € (2018). Sa rédaction est située au 15 de la rue Premià dans la ville de Barcelone en Catalogne.

## Publication
Sàpiens a pour objectif de vulgariser l'histoire des Pays catalans et celle des autres pays du monde; sa devise est « Descobreix la teva història » ("découvre ton histoire" écrit en catalan). Ses articles, normalement, embrassent une époque allant depuis la préhistoire jusqu'à l'époque contemporaine, et traite une ample variété thématique qui inclut, entre autres, la politique, la culture, l'économie, la nature, la gastronomie et la science. La revue porte à terme des enquêtes visant à dater des faits historiques peu connus ou ignorés de l'histoire des Pays catalans. Chaque numéro compte avec la collaboration de personnalités d'envergure académique, tant pour les rédacteurs d'articles que pour les conseillers historiques.  
Selon l'Oficina de Justificació de la Difusió (OJD) espagnole, durant l'année 2007 la revue a eu un tirage moyen 31.199 exemplaires et une vente moyenne de 21.395 exemplaires.
De son côté, le Baròmetre de la Comunicació i la Cultura, impulsé par la fondation FUNDACC (ca), dans sa seconde vague de 2009 (mars 2008-février 2009) a donné à Sàpiens 93 000 lecteurs mensuels de moyenne en Catalogne.

## Historique
Sàpiens a publié son premier numéro en novembre 2002 avec une couverture illustrant l'article de Jordi Finestres sur « L'espion catalan qui a trompé Hitler » (L'espia català que va enganyar Hitler), dédié au « dossier Garbo », alias Joan Pujol Garcia. La revue se base sur un dossier classé Top Secret, récemment déclassifié par les services secrets britanniques, pour révéler que l'agent double catalan répondant aux noms de code "Garbo"/"Arabel" (Juan Pujol) a contribué à la victoire Alliée durant le débarquement de Normandie en juin 1944 par son action durant l'Opération Fortitude.
Le projet Sàpiens a été motivé par le succès des revues d'apparition récente, Descobrir Catalunya (« Découvrir la Catalogne ») et Descobrir Cuina (« Découvrir la cuisine »), dans un contexte où le manque de revue en langue catalane dans les kiosques des Pays catalans était la norme. La revue est alors éditée par le groupe Grup Enciclopèdia Catalana.
Dès les premiers numéros, la revue a été distribuée dans tous les kiosques de Catalogne et dans quelques kiosques et librairies des Îles Baléares et du Pays valencien. Par la suite, elle a commencé à se distribuer avec normalité dans tous les kiosques des Iles Baléares. Dès le début elle s'est située comme tête des ventes en Catalogne dans son secteur de marché, indépendamment de la langue d'édition.

Sàpiens Digital est l'édition électronique de la revue Sàpiens.

## Sàpiens Digital
Depuis le premier numéro, la revue est vendue en livre numérique sur le site www.sapiensdigital.com, qui a depuis été fermé. Le format électronique est toujours en vente sur les sites web spécialisés en presse électronique nationale et internationale.

## Directeurs de la rédaction
- Eduard Voltas (ca) (novembre 2002- octobre 2003)
- Jordi Creus (novembre 2003 - octobre 2010)
- Clàudia Pujol (depuis novembre 2010)

## Chroniqueurs et éditorialistes
- Agustí Alcoberro
- Enric Calpena

## Illustrateurs et photographes
- Júlia Palou